# Zatonięcie promu u wybrzeży Mozambiku (2024)
Zatonięcie promu u wybrzeży Mozambiku – katastrofa morska, do której doszło 7 kwietnia 2024 roku. W jej wyniku zginęły co najmniej 94 osoby, a zaginęło 26. Wg oficjalnych informacji, przeżyło 12 z ok. 130 ludzi znajdujących się na pokładzie. Z jej powodu w Mozambiku ogłoszono żałobę narodową, trwającą od 10 do 12 kwietnia.

## Opis zdarzenia
Z powodu paniki wywołanej fałszywymi informacjami o epidemii cholery spora ilość ludzi usiłowała uciec na wyspę Mozambik łodzią rybacką przerobioną na prom. Zatonięcie spowodowane było przepełnieniem statku (wsiadło na niego ok. 130 osób, a jednostka nie była przystosowana do przewozu takiej liczby osób) lub dostaniem się wody na pokład. 